# Superciuk
Superciuk è un personaggio immaginario creato da Max Bunker per la serie a fumetti Alan Ford. Fu disegnato per la prima volta da Magnus e rappresenta, fin dalla sua prima apparizione nel n. 26 dell'agosto 1971, una delle figure di maggior successo della testata tanto da contribuire al rilancio della stessa con la prima storia dove comparve come antagonista, suddivisa in tre episodi consecutivi, la quale ottenne tre ristampe raggiungendo una tiratura di oltre 100 000 copie. È inoltre coprotagonista del cortometraggio animato ispirato alla serie, Alan Ford e il gruppo TNT contro Superciuk.

## Genesi del personaggio
Max Bunker ha rivelato che prese spunto per la creazione del personaggio dal portinaio dello stabile milanese dove risiedeva all'epoca, il quale ogni mattina lo salutava con un alito già pesantemente compromesso dall'alcol, emanando un notevole olezzo nell'aria. L'uomo venne così soprannominato "Semper ciuc", che in dialetto milanese significa "sempre ubriaco". Da lì al nome "Superciuk" il passo fu breve. Secchi, avendo da poco importato in Italia i supereroi Marvel per gli albi della casa Editoriale Corno, ebbe l'idea di fare una parodia di questi ultimi ideando un antagonista da contrapporre agli agenti segreti del Gruppo TNT.

## Biografia del personaggio
Superciuk è l'alter ego di Ezechiele Bluff, un povero spazzino irascibile e dedito all'alcol il quale, a causa dell'esplosione di una distilleria, acquisisce una sorta di superpotere: una fiatata alcolica dall'odore nauseante che gli consente di mettere fuori combattimento qualsiasi avversario. Sfruttando questa caratteristica che alimenta con continue bevute di barbera di pessima qualità o altri vini, diventa un criminale camuffando la propria identità con un costume composto da una maschera, una mantellina e un corsetto che rende irriconoscibile la sua altrimenti pingue figura; inoltre ha con sé un fiasco e un palloncino che gli consente di volare. Odiando i poveri in quanto brutti e sporchi, li deruba per donare poi il maltolto ai ricchi; questo perché nel suo lavoro di netturbino si imbatte spesso in un'umanità miserevole, poco attenta all'igiene, mentre invece i ricchi sono a suo dire educati e rispettosi della pulizia delle strade. Questa caratteristica ne fa un'ironica inversione rispetto al personaggio di Robin Hood, che invece rubava ai ricchi per donare ai poveri.
Dopo aver perso il superpotere, nel n. 143 lo riacquista grazie ai pomodori alla cipolla agliata.
Superciuk è coniugato con Beppa Giosef, della quale subisce le continue angherie.

## Storia editoriale
A novembre 2021 è uscito il primo dei trenta numeri di Alan Ford presenta Superciuk. La serie doveva stampare tutte le storie di Superciuk, ma è stata interrotta al terzo numero causa scarse vendite.
| Nr. | Titolo               | Mese di pubblicazione | Soggetto   | Sceneggiatura | Disegni | Copertina     |
| --- | -------------------- | --------------------- | ---------- | ------------- | ------- | ------------- |
| 1   | Superciuk            | novembre              | Max Bunker | Max Bunker    | Magnus  | Dario Perucca |
| 2   | La minaccia alcolica | dicembre              | Max Bunker | Max Bunker    | Magnus  | Dario Perucca |
| 3   | Il fiasco spezzato   | gennaio               | Max Bunker | Max Bunker    | Magnus  | Dario Perucca |